# Нейфельд, Артур Густавович
Артур Густавович Нейфельд (29 декабря 1907, село Остенфельд, Новоузенский уезд, Самарская губерния, Российская империя — 1975, Москва, СССР) — советский архитектор-конструктивист, немец по национальности, беспартийный.
Репрессирован 10 марта 1942 года по национальной принадлежности, мобилизован в трудармию с отбытием в исправительно-трудовом лагере «Тагилстрой».
Освобождён по амнистии 31 мая 1946 года.

## Биография
Родился 29 декабря 1907 года в немецкой крестьянской семье в Поволожье, в немецкой колонии Остенфельд.
В начале 1930-х годов окончил инженерно-строительный факультет Бакинского политехнического института, по окончании которого по распределению попал в архитектурную мастерскую №1 исполкома Свердлгорсовета, проектировавшую Свердловск.
В 1937—1940 годах А.Г. Нейфельд принимал участие в проектировании комплекса зданий штаба Уральского военного округа.
10 марта 1942 года, по национальной принадлежности, Нейфельд попал под репрессии и был мобилизован в трудармию. До 1946 года отбывал трудовую повинность в исправительно-трудовом лагере «Тагилстрой».
31 мая 1946 года был освобождён по амнистии.
Судимость закрыла Нейфельду дорогу в большую архитектуру и после освобождения он продолжил работать строителем.
Проживал в посёлке Митяево Ивдельского района Свердловской области. В последние годы жизни перебрался в Москву, где продолжил работать в строительной отрасли.
Умер в 1975 году в Москве. Был похоронен на Новом Донском кладбище.
В семейном архиве Нейфельда были обнаружены фотоснимки 1930-х годов с его свердловскими проектами. Среди них мебель для Областной больницы №1 (ныне, корпус ГКБ СМП), интерьеры обувного магазина и «Консервного магазина» на улице Толмачёва, а так же несколько проектов зданий.